# Nguyễn Kim
Nguyễn Kim (* 1467; † 1545) war ein Mandarin und Militärführer in Vietnam. Er begann einen Bürgerkrieg gegen den Usurpator und Dynastiebegründer Mạc Đăng Dung mit dem Ziel, die Lê-Dynastie wieder zu etablieren. Er war Familienoberhaupt der Nguyễn-Clans, welche später zur letzten kaiserlichen Linie der Nguyễn-Dynastie werden sollte.

## Herkunft
Nguyen Kim stammte aus der bereits prominenten Familie der Nguyen, welche aus Tay Do bei Thanh Hóa stammte. Sein Vater Nguyen Hoang Du war General im Dienste der Lê-Dynastie.

## Politisches Wirken
Nguyen Kim diente als Mandarin in der Administration der Lê-Dynastie. Kurz nach der Machtübernahme durch Mac Dang Dung versammelte Nguyen Kim seine Familie und ihre Vasallen und machte sich nach 1529 Laos auf, wo sie am Hof des Königs von Lan Chang Pho Thisarath I. als Vasallen aufgenommen wurden. Die Niederschlagung von loyalistischen Aufständen im Staatsgebiet der Mac sorgte dafür, dass die Zahl der Exilanten um Nguyen Kim anwuchs. 1533 proklamierte er einen erwachsenen Sohn von Lê Chiêu Tông zum Gegenherrscher gegen die Mac-Dynastie. 1539 entsandte Nguyen Kim seinen General Trịnh Kiểm, um auf vietnamesischem Staatsgebiet gegen die Mac Krieg zu führen. Nguyen Kim sandte ebenso eine diplomatische Delegation an den Hof der Ming-Dynastie und bat erfolglos um Hilfe gegen die Gegner im Bürgerkrieg. 1543 konnten die Ngyuen die gesamte Provinz Thanh Hoa und andere Gebiete unter ihre Herrschaft bringen.
Nguyen Kim wurde 1545 von einem übergelaufenen General der Mac-Dynastie bei Hoa Lư vergiftet. Nach seinem Tode wurde sein General Trinh Kiem Anführer der Kriegspartei gegen die Mac-Dynastie. Er ließ den ältesten Sohn von Nguyen Kim ermorden und versuchte, sämtliche Rivalen um seine Machtposition auszuschalten. Der überlebende Sohn Nguyễn Hoàng, welcher vor Trinh Kiem flüchten musste, konnte jedoch im südlichen Territorium des Dai Viet sein eigenes Herrschaftsgebiet als Machtbasis seiner Familie begründen.